# 3981 Stodola
A 3981 Stodola (ideiglenes jelöléssel 1984 BL) a Naprendszer kisbolygóövében található aszteroida. Antonín Mrkos fedezte fel 1984. január 26-án.